# Ash-Shura
Ash-Shura (Il Consiglio) è la quarantaduesima Sura del Corano, una sura meccana composta da 53 versetti. Questa sura si concentra su vari argomenti, tra cui la rivelazione del Corano, l'unità di Allah, la guida divina, la responsabilità individuale e il giudizio finale. Il titolo "Ash-Shura" fa riferimento al concetto di consultazione o consiglio, sottolineando l'importanza della riflessione e del dialogo nella vita umana.

## Contenuto

### Introduzione e Rivelazione del Corano
Versetti 1-3: La sura inizia con le lettere misteriose "Ha Mim 'Ain Sin Qaf". Viene affermato che la rivelazione del Corano è venuta da Allah, il Misericordioso, che è onnisciente e onnipotente. Il Corano è stato rivelato in arabo per rendere chiare le sue parole e guidare l'umanità.

### L'Unità di Allah e la Guida Divina
Versetti 4-11: Viene esaltata l'unità di Allah e la Sua sovranità sull'universo. Si afferma che tutti i messaggeri sono stati inviati con la stessa verità e che la guida viene da Allah per coloro che credono. Viene sottolineato che coloro che respingono la guida lo fanno a loro stessa perdizione.

### La Responsabilità Individuale e il Giudizio Finale
Versetti 12-16: Si sottolinea che Allah non punirà nessuno per le azioni degli altri, ma che ciascuno sarà responsabile delle proprie azioni. Viene descritto il Giorno del Giudizio, quando ogni anima sarà ricompensata o punita in base alle sue azioni.

### Invito alla Consultazione e al Dialogo
Versetti 17-20: Viene enfatizzata l'importanza della consultazione e del dialogo tra le persone. Si afferma che la decisione migliore è quella che viene raggiunta attraverso il consenso e la riflessione collettiva. Allah guida coloro che cercano la Sua guida e la Sua protezione.

### Allah è Conoscitore di Ciò che è Nascosto
Versetti 21-23: Viene ribadito che Allah conosce ciò che è nascosto nei cuori delle persone e che il Giorno del Giudizio sarà il giorno in cui ogni segreto verrà rivelato. Coloro che fanno il male e cercano di nasconderlo saranno esposti alla giustizia divina.

### La Guida di Allah ai Suoi Messaggeri
Versetti 24-29: Viene narrato come Allah ha guidato i Suoi messaggeri e li ha protetti dai loro nemici. Viene esaltata la fede di coloro che seguono i messaggeri di Allah e la loro determinazione nel diffondere la verità nonostante le avversità.

### Allah è il Creatore di Tutte le Cose
Versetti 30-32: Si afferma che Allah è il Creatore di tutte le cose e che solo a Lui appartiene la vera adorazione. Viene esortato a evitare l'idolatria e a seguire la retta via.

### Invito a Seguire la Rivelazione di Allah
Versetti 33-53: La sura si conclude con un invito a seguire la rivelazione di Allah e a seguire la via dei Profeti. Viene sottolineato che la verità è chiara e che coloro che la respingono lo fanno a loro stessa perdizione. Viene anche affermato che solo Allah conosce il momento della Sua venuta e che nessuno può anticiparla.

## Analisi
La Sura Ash-Shura è significativa per il suo messaggio sulla consultazione, la responsabilità individuale e la giustizia divina. Invita i credenti a riflettere sulla rivelazione di Allah e a seguire la via dei Profeti. La sura enfatizza l'importanza della consultazione e del dialogo nel prendere decisioni e nel risolvere i conflitti.
Inoltre, la sura ribadisce l'unità e la sovranità di Allah sull'universo e sottolinea che solo Allah conosce il momento della Sua venuta e il Giorno del Giudizio. È un richiamo alla riflessione, alla responsabilità individuale e alla fiducia nella giustizia divina.